# 신보 가이리
신보 가이리(일본어: 新保 海鈴, 2002년 8월 16일~)는 일본의 축구 선수이다.

## 구단 경력
그는 2020년까지 J3리그의 세레소 오사카 U-23에서 뛰었다. 2021년 J2리그의 레노파 야마구치 FC에 입단했다. 2022년부터 2023년까지 J3리그의 테게바자로 미야자키와 이와테 그루자 모리오카에서 뛰었다. 2024년 레노파 야마구치 FC로 복귀했다. 2025년 J1리그의 요코하마 FC로 이적했다.